# Madcon
Madcon is een Noors duo, bestaande uit Tshawe Baqwa en Yosef Wolde-Mariam. Het duo kreeg internationale bekendheid door hun single Beggin' (een cover van Frankie Valli & The Four Seasons).

## Biografie
Madcon werd opgericht in 1992, ze ontwikkelden hun eigen stijl die opviel, zowel in als buiten Noorwegen. Ze werden de supportingact van onder anderen Destiny's Child, 50 Cent en Alicia Keys. Hun eerste single, God Forgive Me, kwam uit in 2000. In Noorwegen braken ze echter pas door met het nummer Barcelona, een samenwerking met Paperboys uit 2002.
Het eerste album van Madcon kwam uit in 2004 onder de titel It's All A Madcon. Het album bracht het duo een Noorse Grammy Award. In 2005 kreeg het duo hun eigen tv-programma op de Noorse muziekzender The Voice, "The Voice of Madcon". In het programma was te zien hoe het leven van de groep er achter de schermen uitzag.
Het tweede album, So Dark the Con of Man, kwam uit in 2007. Behalve in Noorwegen, had het album ook succes in het Verenigd Koninkrijk. In hun thuisland behaalde het album de platina status. Op het album stond het nummer Beggin' , waarmee de groep wereldwijd doorbrak. Beggin'  behaalde de eerste plaats in de hitlijsten van Frankrijk, Portugal, Noorwegen en Rusland. In Nederland duurde het wat langer, het nummer werd pas in 2009 opgepakt, nadat het een Alarmschijf scoorde. Ook in Nederland behaalde het nummer de eerste positie in de hitlijsten.
Hun komende album InCONvenient Truth staat gepland voor medio 2009 om uitgebracht te worden in heel Europa. Ook heeft het duo plannen om andere delen van de wereld, zoals de Verenigde Staten, Japan en Australië, te veroveren.
Tijdens het Eurovisiesongfestival 2010 mocht Madcon de intervalact doen. Het Eurovisiesongfestival werd toen in eigen land en stad gehouden, in Oslo, Noorwegen.

## Discografie

### Albums
| Album met eventuele hitnotering(en) in de Nederlandse Album Top 100 | Datum van verschijnen | Datum van binnenkomst | Hoogste positie | Aantal weken | Opmerkingen |
| ------------------------------------------------------------------- | --------------------- | --------------------- | --------------- | ------------ | ----------- |
| So Dark the Con of Man                                              | 25-04-2008            | -                     |                 |              |             |
| Conquest                                                            | 2009                  | -                     |                 |              |             |
| Contraband                                                          | 2010                  | -                     |                 |              |             |
| Contakt                                                             | 2012                  | -                     |                 |              |             |

### Singles
| Single met eventuele hitnotering(en) in de Nederlandse Top 40 | Datum van verschijnen | Datum van binnenkomst | Hoogste positie | Aantal weken | Opmerkingen                                                |
| ------------------------------------------------------------- | --------------------- | --------------------- | --------------- | ------------ | ---------------------------------------------------------- |
| Beggin'                                                       | 30-05-2008            | 25-04-2009            | 1(2wk)          | 20           | Nr. 1 in de Single Top 100 / Alarmschijf                   |
| Glow                                                          | 2010                  | -                     |                 |              | Nr. 59 in de Single Top 100                                |
| Freaky like me                                                | 2010                  | 06-11-2010            | tip10           | -            | met Ameerah                                                |
| One life                                                      | 2013                  | 15-06-2013            | tip20           | -            | met Kelly Rowland                                          |
| Don't worry                                                   | 2015                  | 06-06-2015            | 3               | 25           | met Ray Dalton / Nr. 10 in de Single Top 100 / Alarmschijf |
| Keep my cool                                                  | 2015                  | 26-12-2015            | tip1            | -            |                                                            |

| Single met hitnotering(en) in de Vlaamse Ultratop 50 | Datum van verschijnen | Datum van binnenkomst | Hoogste positie | Aantal weken | Opmerkingen       |
| ---------------------------------------------------- | --------------------- | --------------------- | --------------- | ------------ | ----------------- |
| Beggin'                                              | 2007                  | 21-06-2008            | 20              | 25           |                   |
| Glow                                                 | 2010                  | 05-06-2010            | tip20           | -            |                   |
| Freaky like me                                       | 27-09-2010            | 16-10-2010            | tip12           | -            | met Ameerah       |
| One life                                             | 2013                  | 15-06-2013            | tip7            | -            | met Kelly Rowland |
| Don't worry                                          | 2015                  | 06-06-2015            | 10              | 8            | met Ray Dalton    |

## Trivia
- Tshawe was de winnaar van de Noorse versie van  Dancing with the Stars in 2007.